# Parapteroceras elobe
Parapteroceras elobe är en orkidéart som först beskrevs av Gunnar Seidenfaden, och fick sitt nu gällande namn av Leonid Vladimirovitj Averjanov. Parapteroceras elobe ingår i släktet Parapteroceras och familjen orkidéer. Inga underarter finns listade i Catalogue of Life.